# Oasisia alvinae
Oasisia alvinae är en ringmaskart som beskrevs av Jones 1985. Oasisia alvinae ingår i släktet Oasisia och familjen skäggmaskar. Inga underarter finns listade i Catalogue of Life.